# Бельский мост
Бельский мост — автодорожный балочный мост через реку Белую в городе Уфе на Оренбургской переправе. Построен в 1984—1993 годах по проекту института «Гипростроймост». По нему осуществляется въезд в город.

## Расположение
От моста начинается автомобильная дорога федерального значения Р-240 и Оренбургский тракт. Движение в будни было организовано по одной полосе моста на выезд из города, по остальным четырём — на въезд.
Разговорные названия мостов через Оренбургскую переправу — «Мост в аэропорт», «Южный мост», «Мост в Икею».

## История
В 1984—1993 годах по проекту института «Гипростроймост» построен мост длиной 670 м. В 1992 году проходил испытания. В 1993 году состоялось открытие.
1 ноября 2021 года открыто движение по мосту-вставке между двумя мостами — Новый Бельский мост.

## Галерея

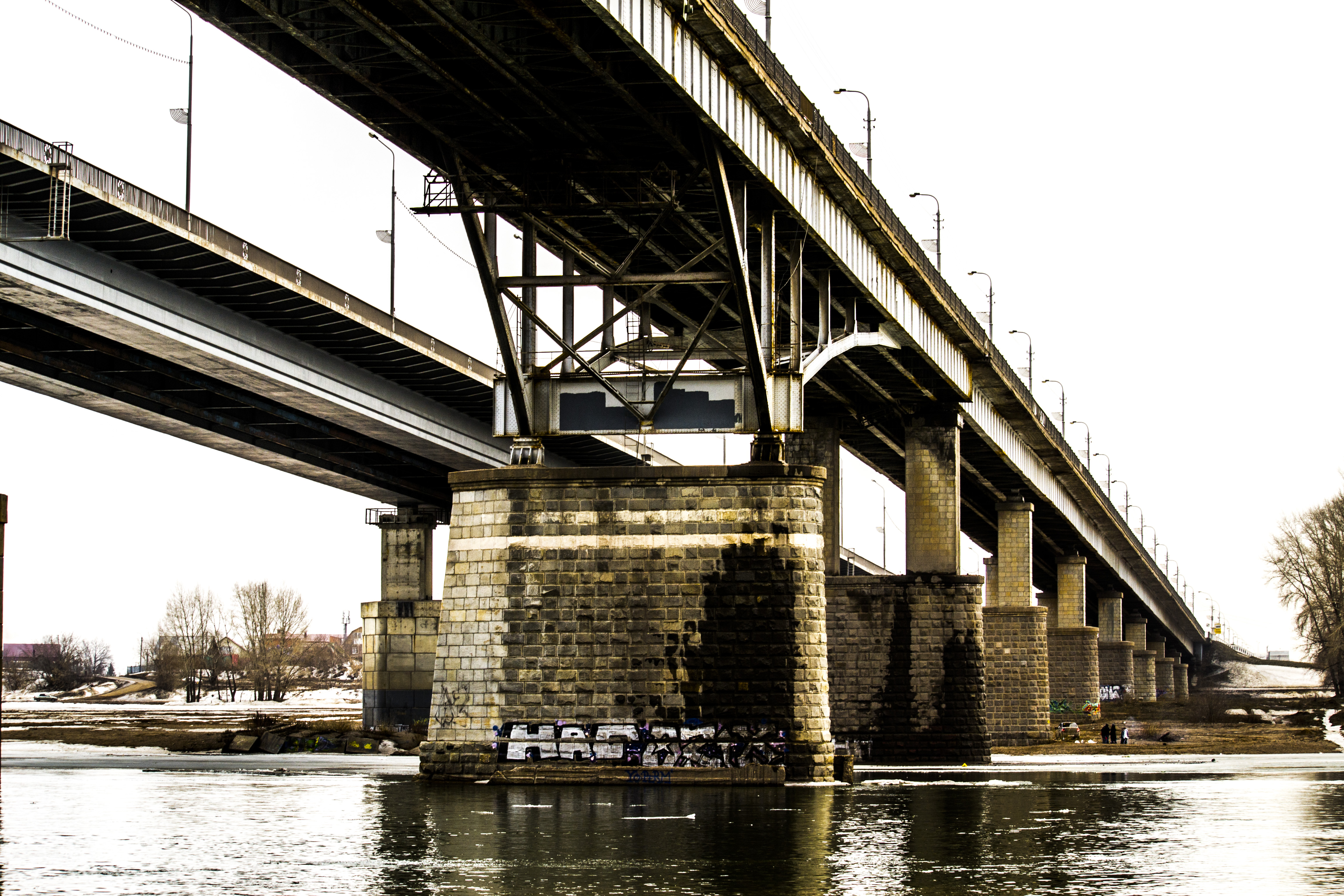
Оренбургский (справа) и Бельский (слева) мосты
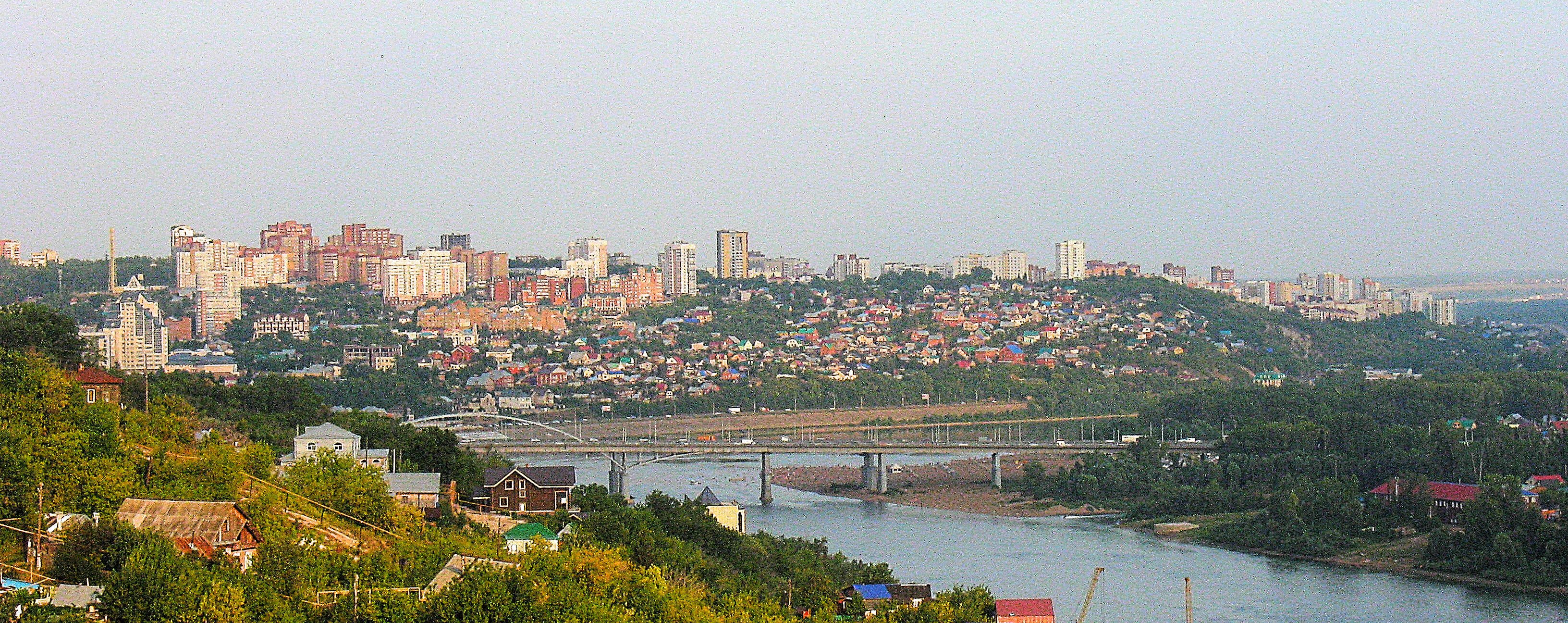
Мост на панораме Старой Уфы
Вид на мост и реку Белую из сада Салавата Юлаева
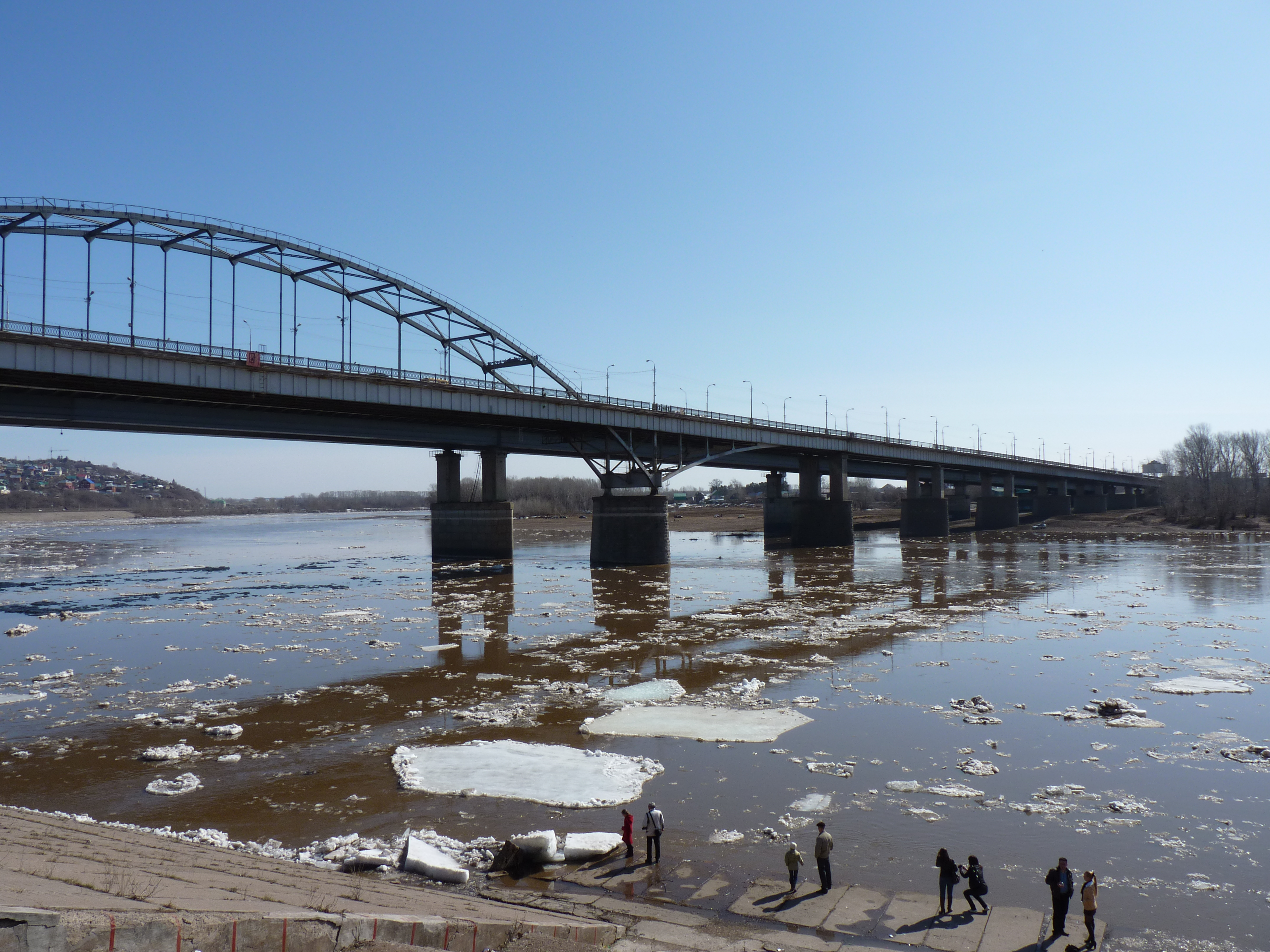
Апрель 2010 года
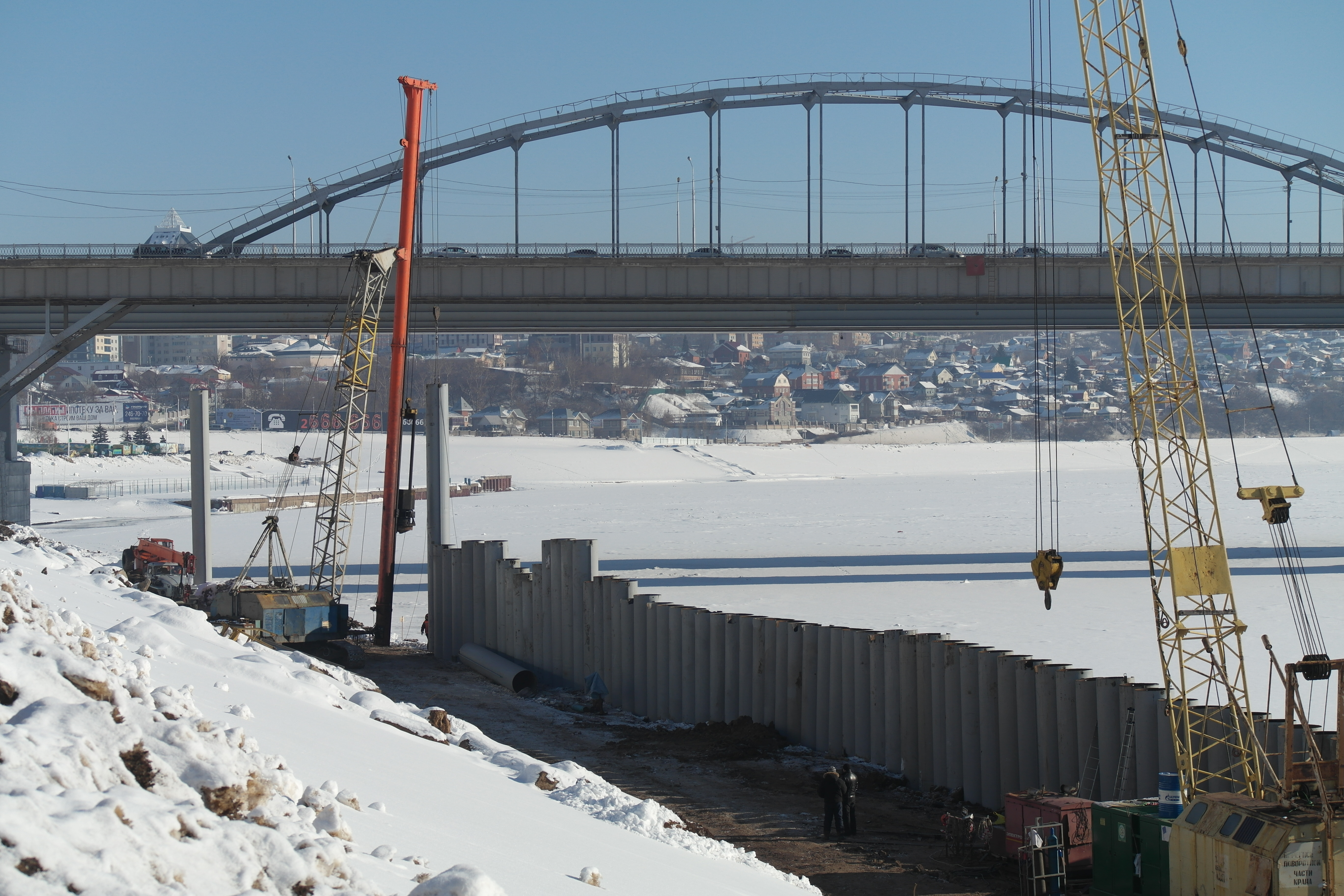
Февраль 2016 года
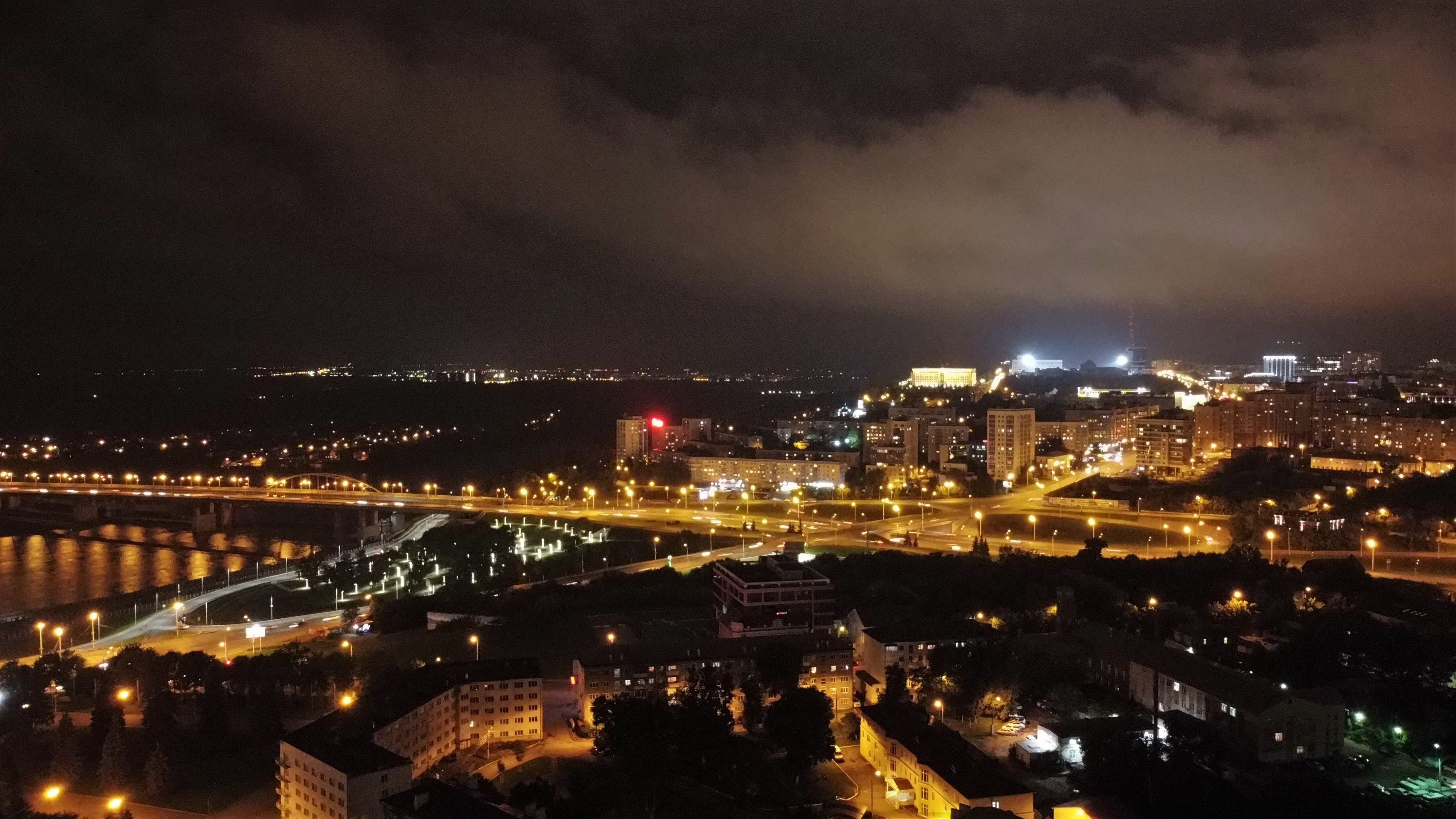
Ночной вид
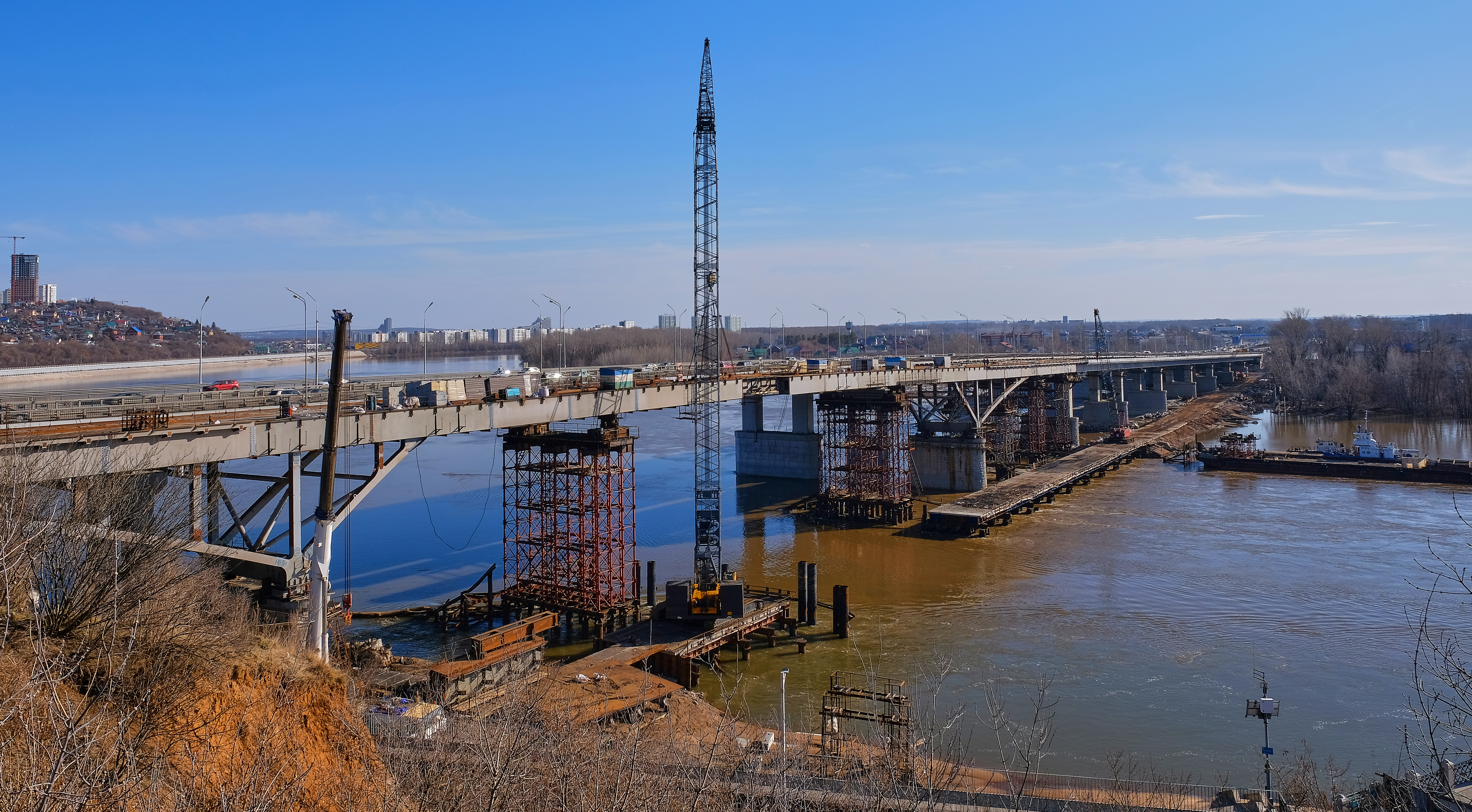
Реконструкция моста в 2025 году